# Spring / Sun / Winter / Dread
Spring / Sun / Winter / Dread is een nummer van de Britse artrockband Everything Everything uit 2015. Het is de derde single van hun derde studioalbum Get to Heaven.
"Spring / Sun / Winter / Dread" is volgens gitarist Alex Robertshaw "een goed voorbeeld van waar de muziek erg positief is, en de tekst erg taai. De band heeft altijd genoten van dat Trojaanse paard van een plaat op de radio krijgen, terwijl de boodschap wat dieper is". De tekst gaat over de worstelingen en onvermijdelijkheid van ouder worden, en het accepteren daarvan. Ook roept de band in het nummer op veranderingen in het leven te accepteren, nog steeds hoop te houden en om te proberen iets moois creëren uit chaos. Daarnaast gaat het nummer in op enkele onrechtvaardigheden in de wereld, zoals diefstal en moord, om te benadrukken dat het leven een cyclus is en dat criminelen altijd zullen bestaan en schade zullen blijven aanrichten.
Het nummer wist nergens de hitlijsten te bereiken. Wel kreeg het in Nederland airplay op onder andere NPO 3FM.

## Tracklijst
- Muziekdownload

1. "Spring / Sun / Winter / Dread" - 3:33